# Tomoe Abe
Tomoe Abe, född den 13 augusti 1971, är en japansk före detta friidrottare som tävlar i långdistanslöpning.
Abes främsta merit är bronsmedaljen i maraton från VM 1993 i Stuttgart. Hon vann hon guld vid maratontävlingen i Osaka 1994. Vidare har hon världsrekordet i ultramaraton, vilket motsvarar 100 kilometers löpning som hon noterade 2000.

## Personliga rekord
- Maraton - 2:26.09 från 1994
- 100 km - 6:33.11 från 2000